# خانه‌ای روی آب (آلبوم)
خانه‌ای روی آب یک آلبوم موسیقی، اثر آهنگساز و موسیقی‌دان ایرانی، احمد پژمان است. قطعات این آلبوم، منتخبی از موسیقی فیلم‌های خانه‌ای روی آب و بوی کافور عطر یاس، ساخته‌ی بهمن فرمان‌آرااست. احمد پژمان در سال ۱۳۷۸، جایزهٔ سیمرغ بلورین بهترین موسیقی متن را از هجدهمین دورهٔ جشنواره فیلم فجر، برای فیلم بوی کافور، عطر یاس به‌دست‌آورد. آلبوم موسیقی خانه‌ای روی آب در سال ۱۳۸۵ توسط مؤسسهٔ فرهنگی هنری آوای باربد منتشر شد.

## دست‌اندرکاران
- آهنگسازی و صداسازی‌های الکترونیک: احمد پژمان

### نوازندگان
- امیر اسلامی: نی
- شروین مهاجر: کمانچه
- آیدین احمدی‌نژاد، مجید اسماعیلی: ویلنسل
- بهزاد میرخانی: گیتار
- ناصر رحیمی: فلوت، فلوت باس
- غزل بانکی: آوا

### سایر عوامل
- ضبط: استودیو پاپ تهران، استودیو صبا تهران
- صدابرداران: ناصر فرهودی، قاسم عابدین
- مسترینگ: جان پولیتو
- استودیو مسترینگ: اودیو مکانیکز لس آنجلس
- امور هنری، طراحی جلد: علیرضا رضایی
- امور اجرایی، تکثیر و فروش: حمید اسفندیاری‌نیا
- امور چاپ و آماده‌سازی پیش از چاپ: افشین میرمعزی
- مدیر مسؤول و تهیه‌کننده: محمدرضا اسفندیاری‌نیا

## قطعات
| ردیف | نام قطعه             | زمان |
| ---- | -------------------- | ---- |
| ۱    | خانه‌ای روی آب ۱      | ۲:۴۶ |
| ۲    | خانه‌ای روی آب ۲      | ۱:۵۰ |
| ۳    | خانه‌ای روی آب ۳      | ۱:۲۰ |
| ۴    | خانه‌ای روی آب ۴      | ۳:۳۷ |
| ۵    | خانه‌ای روی آب ۵      | ۲:۴۵ |
| ۶    | خانه‌ای روی آب ۶      | ۱:۵۲ |
| ۷    | خانه‌ای روی آب ۷      | ۴:۴۶ |
| ۸    | خانه‌ای روی آب ۸      | ۳:۰۰ |
| ۹    | خانه‌ای روی آب ۹      | ۱:۵۵ |
| ۱۰   | خانه‌ای روی آب ۱۰     | ۱:۵۳ |
| ۱۱   | خانه‌ای روی آب ۱۱     | ۳:۵۹ |
| ۱۲   | بوی کافور، عطر یاس ۱ | ۵:۰۵ |
| ۱۳   | بوی کافور، عطر یاس ۲ | ۷:۱۲ |
| ۱۴   | بوی کافور، عطر یاس ۳ | ۳:۳۳ |
| ۱۵   | بوی کافور، عطر یاس ۴ | ۱:۱۴ |
| ۱۶   | بوی کافور، عطر یاس ۵ | ۱:۱۵ |
| ۱۷   | بوی کافور، عطر یاس ۶ | ۰:۵۳ |
| ۱۸   | بوی کافور، عطر یاس ۷ | ۲:۰۳ |
| ۱۹   | بوی کافور، عطر یاس ۸ | ۲:۰۰ |